# 苏雨桐
苏雨桐（1977年—），中国自由撰稿人，2010年流亡德国。苏雨桐在前往德国后，仍遭受骚扰和迫害。2014年8月，德国之声解聘苏雨桐。